# Fritzscheite
La fritzscheite (simbolo IMA: Fzs) è un minerale molto raro del gruppo della francevillite appartenente alla classe dei minerali "ossidi e idrossidi" (precedentemente "fosfati, arseniati, vanadati"); la composizione chimica è Mn[UO2|VO4]2 • 4H2O. Tuttavia, poiché il complesso vanadato VO4 può essere parzialmente sostituito in una proporzione corrispondente dal complesso fosfato PO4, si può trovare in altre pubblicazioni anche la formula Mn2+(UO2)2(VO4,PO4)2 • 4H2O.

## Etimologia e storia
Il minerale fu scoperto per la prima volta nel 1865 nella miniera Georg Wagsfort a Wittigsthal vicino a Johanngeorgenstadt nei Monti Metalliferi (in Sassonia, Germania) e che fu descritto da Johann Friedrich August Breithaupt, che lo chiamò fritzscheite in onore di Carl Julius Fritzsche (1808-1871), un chimico tedesco e professore all'Università statale di San Pietroburgo.
Poiché per l'analisi della composizione chimica sono stati utilizzati anche campioni provenienti da Nejdek nei Monti Metalliferi nella regione di Karlovy Vary (Repubblica Ceca), anche questo sito è considerato una località tipo.
Il tipo di materiale del minerale è disponibile presso il Naturhistorisches Museum di Vienna (Austria) con il nº Aa 5699.

## Classificazione
Nell'obsoleta 8ª edizione della classificazione dei minerali secondo Strunz, la fritzscheite apparteneva ancora alla classe dei minerali di "fosfati, arseniati, vanadati" e quindi alla divisione di "fosfati acquosi, arseniati e vanadati con anioni estranei", dove veniva elencata insieme ad autunite, bassetite, heinrichite, kahlerite, metakirchheimerite, natrouranospinite, nováčekite, sabugalite, saléeite, torbernite, uramphite, uranocircite, uranospathite, uranospinite e zeunerite con le quali formava la "serie dell'uranite" con il sistema nº VII/D.20a.
Nella Sistematica dei lapis (Lapis-Systematik) di Stefan Weiß, che è stata rivista e aggiornata l'ultima volta nel 2018, che si basa ancora su questa vecchia edizione di Strunz per considerazione verso i collezionisti privati e le collezioni istituzionali, al minerale è stato assegnato il sistema e al minerale nº VII/E.01-60. In questa Sistematica ciò corrisponde alla divisione "Uranile fosfati/arseniati e uranilvanadati con [UO2]2+–[PO4]/[AsO4]3− e [UO2]2+–[V2O8]6−, con isotipi vanadati (serie della sincosite)", dove la fritzscheite insieme ad autunite, heinrichite, kahlerite, nováčekite, rauchite, sabugalite, saléeite, torbernite, trögerite, uranocircite, uranospinite e zeunerite, così come la natroautunite (non più riconosciuta dall'IMA), con le quali forma un gruppo indipendente, ma senza nome.
La 9ª edizione della sistematica dei minerali di Strunz, che è stata aggiornata l'ultima volta dall'Associazione Mineralogica Internazionale (IMA) nel 2024, classifica la fritzscheite nella classe "4. Ossidi (idrossidi, V[5,6] vanadati, arseniti, antimoniti, bismutiti, solfiti, seleniti, telluriti, iodati)" e lì nella sottoclasse "4.H V[5,6] Vanadati". Questa è ulteriormente suddivisa in base alla struttura cristallina, in modo che il minerale possa essere trovato nella suddivisione "4.HB Sorovanadati di uranile" in base alla sua struttura, dove forma il "gruppo della francevillite" con il sistema nº 4.HB.15 insieme a finchite, curienite e francevillite.
La classificazione dei minerali secondo Dana, usata principalmente nel mondo anglosassone, elenca la fritzscheite nella classe dei "fosfati, arseniati e vanadati", così come l'obsoleta ottava edizione della sistematica di Strunz. Lì si trova come unico membro del gruppo senza nome 40.02a.25 all'interno del dipartimento "fosfati acquosi ecc., con A2+(B2+)2(XO4) • x(H2O), con (UO2)2+".

## Abito cristallino
La fritzscheite cristallizza nel sistema ortorombico nel gruppo spaziale Pnam (gruppo nº 62, posizione 6) con parametri reticolari a = 10,59 Å, b = 8,25 Å e c = 15,54 Å oltre a 4 unità di formula per cella unitaria.

## Proprietà
Il minerale è altamente radioattivo grazie al suo contenuto di uranio fino al 47,65% e ha un'attività specifica di circa 85 kBq/g (per confronto, il potassio naturale ha un'attività specifica 0,0312 kBq/g).

## Origine e giacitura
Non si sa nulla delle esatte condizioni di formazione, ma la fritzscheite è stata trovata in depositi di ematite.
Essendo una formazione minerale molto rara, la fritzscheite è stata rilevata solo in pochi campioni provenienti da meno di 10 siti. Oltre alle località tipo Georg-Wagsfort-Fundgrube in Germania e Nejdek nella Repubblica Ceca, il minerale è stato trovato solo nel distretto minerario di Schneeberg nei Monti Metalliferi (Germania), Přebuz (Repubblica Ceca) e vicino ad Autun nella regione francese della Borgogna.

## Forma in cui si presenta in natura
La fritzscheite di solito sviluppa cristalli da traslucidi a trasparenti di un habitus da frondoso a tabulare e di colore da bruno-rossastro a rosso, con striscio bianco-brunastro. Le superfici cristalline hanno una lucentezza da vetrosa a perlacea.